# Nasua narica
Il coati dal naso bianco (Nasua narica), noto anche come coatimundi, nasua comune o coati dal naso bianco del bassopiano, è una specie di coati e membro della famiglia Procyonidae (procioni e i loro parenti). La specie è anche conosciuta con i nomi spagnoli locali antoon, gato solo, pizote e tejón, a seconda della regione. Si tratta di un animale di piccole-medie dimensioni che pesa circa 4-6 kg, per una lunghezza da naso a coda di circa 1,10 metri, di cui la metà è la lunghezza della coda. Solitamente le femmine sono più piccole, raggiungendo un peso di 3,1 kg mentre i maschi sono più grandi arrivando a pesare fino a 9 kg.

## Distribuzione e habitat
Il nasua comune popola ambienti boschivi (foreste tropicali e subtropicali asciutte e umide) del continente Americano. Vive ad ogni altitudine, dal livello del mare fino a 3.500 m, in un'area geografica che si estende a nord fino alle zone sudorientali di Arizona e Nuovo Messico e a sud fino all'Ecuador.
I coati dell'isola di Cozumel sono stati a lungo trattati come una specie separata, ma la stragrande maggioranza delle autorità recenti indica questa popolazione come una sottospecie del coati dal naso bianco, N. narica nelsoni. Questa sottospecie è più piccola del coati dal naso bianco continentale adiacente (N. n. yucatanica), ma se confrontati più ampiamente con le altre sottospecie di coati dal naso bianco la differenza di dimensioni non è così chiara. Il livello di altre differenze supporta anche il suo status di sottospecie piuttosto che di specie separata.
I coati dal naso bianco sono presenti anche in Florida, dove rappresentano una specie invasiva. Non si sa esattamente quando sia avvenuta la loro introduzione nello stato; un primo esemplare imbalsamato presso il Museo di storia naturale della Florida, etichettato come "fuggito dalla cattività", risale al 1928. Successivamente sono stati segnalati diversi casi documentati di coati scappati da zoo o collezioni private, e dagli anni '70 ci sono stati numerosi avvistamenti di diversi esemplari, sia vivi che morti, di vari stadi di crescita. Questi avvistamenti si sono verificati in un'ampia area della Florida meridionale e ci sono solide prove che questa popolazione si stia riproducendo, indicando che la popolazione è ben radicata.

## Biologia
A differenza di molti membri della famiglia Procyonidae, come procioni e kinkajou, i coati sono diurni, pertanto la ricerca del cibo avviene durante le ore diurne.

### Alimentazione
Sono onnivori, ma preferiscono nutrirsi di piccoli vertebrati, frutta, carogne, insetti e uova. Sono in grado di arrampicarsi facilmente sugli alberi, utilizzando la coda per bilanciarsi, ma più spesso vanno alla ricerca di cibo sul terreno. Tra i loro predatori sono compresi i boa, i rapaci, i felini selvatici e il Tayra (un mustelide americano). Si adattano facilmente alla presenza dell'uomo. Come i procioni saccheggiano i campeggi e le raccolte di rifiuti. Possono essere facilmente addomesticati e in base a prove sperimentali si sono dimostrati decisamente intelligenti.

### Comportamento
Sono fondamentalmente diurni. Durante la notte si ritirano su di un albero e all'alba ne discendono per cominciare la ricerca quotidiana del cibo. Comunque le loro abitudini sono adattabili e in aree dove sono oggetto di caccia da parte degli uomini (a scopo alimentare) o dove razziano insediamenti umani alla ricerca di cibo divengono più notturni. I maschi adulti vivono isolati, ma le femmine ed i maschi sessualmente immaturi formano gruppi sociali. Utilizzano molti segnali vocalici per comunicare tra di loro e passano molto tempo a pulire se stessi o i propri simili con i denti e con le zampe. Nei momenti di ricerca del cibo, i piccoli sono lasciati con un paio di baby-sitter, come fanno anche i Suricati. I giovani maschi ed anche alcune femmine tendono ad effettuare giochi di combattimento. Normalmente le lotte per il cibo tra i nasua sono di breve durata.

## Galleria d'immagini

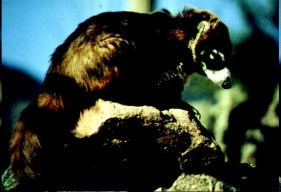
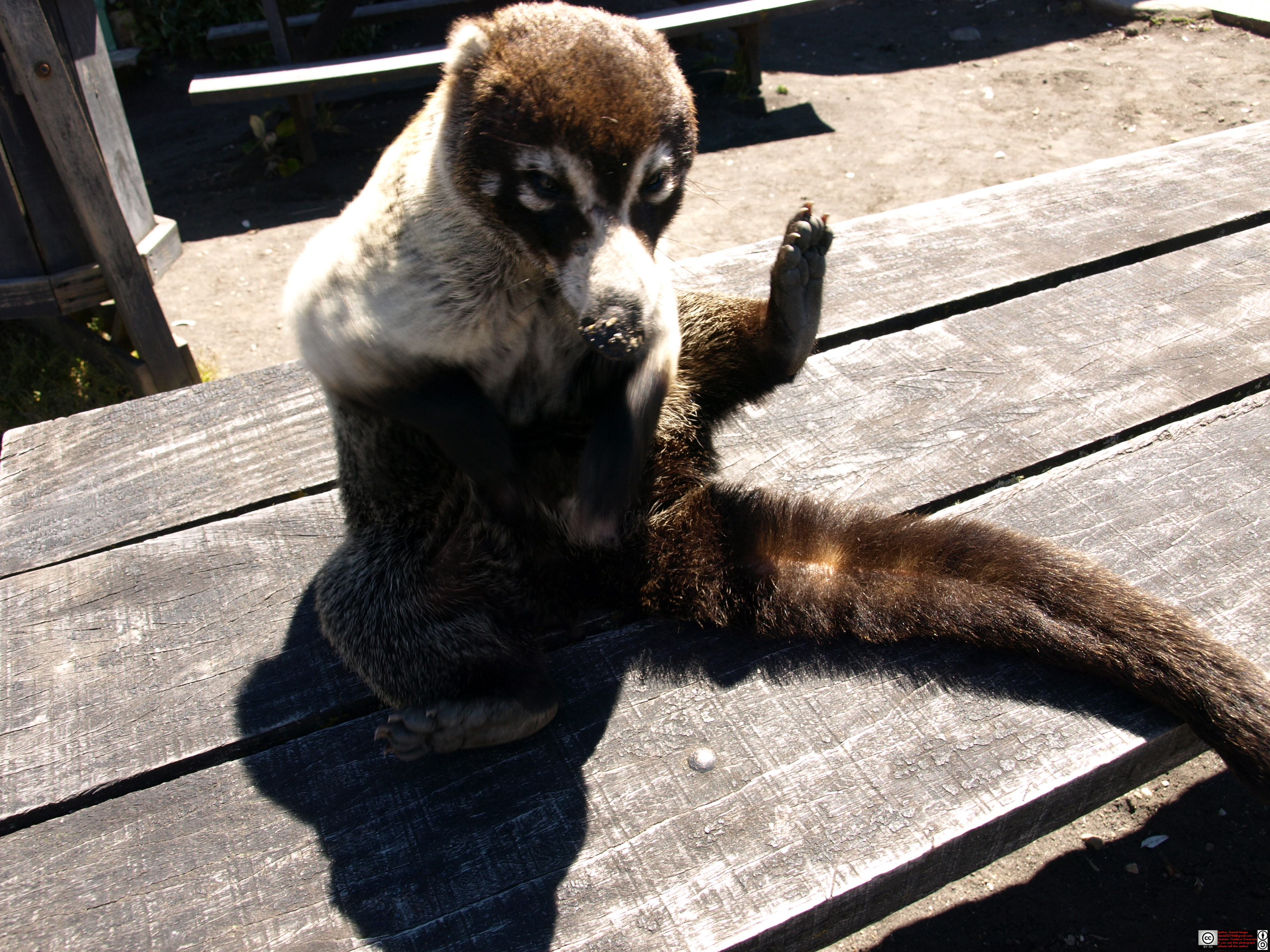
Nasua comune a Irazú Volcano, Costa Rica
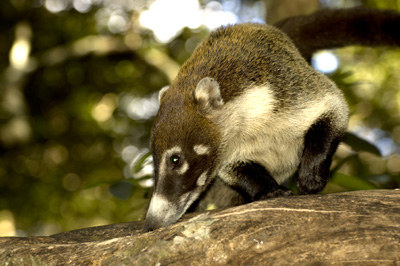
Nasua comune a Rincón de la Vieja Volcano National Park, Costa Rica